# Cidariophanes ordinata
Cidariophanes ordinata är en fjärilsart som beskrevs av Paul Dognin 1923. Cidariophanes ordinata ingår i släktet Cidariophanes och familjen mätare. Inga underarter finns listade i Catalogue of Life.